# Кола (Мантова)
Кола (итал. Cola) је насеље у Италији у округу Мантова, региону Ломбардија.
Према процени из 2011. у насељу је живело 30 становника. Насеље се налази на надморској висини од 67 м.